# Literacia
Literacia é a capacidade de saber e produzir conteúdos culturalmente apropriados. Nomeadamente ser capaz de interpretar o que está escrito, de fazer cálculos ou ter a competência para executar uma determinada área de conhecimento.